# Червен (връх)
Вижте пояснителната страница за други значения на Червен.
Червен (62°37′26.6″ ю. ш. 61°13′30.4″ з. д. / 62.624056° ю. ш. 61.225111° з. д.) е скалист връх, разположен на 224 m н.в. на остров Ръгед, Антарктика. Получава това име в чест на селата Червен в Област Пловдив и Област Русе и средновековната крепост Червен през 2006 г.

## Описание
Върхът се намира на 1,04 km западно от нос Херинг, 830 m северно от връх Сан Стефано, 3,9 km на изток-югоизток от нос Шефийлд и 700 m югоизточно от нос Цар Иван Владислав, който е образуван от разклонение на върха.

## Картографиране
Испанско картографиране на върха от 1992 г. и българско от 2009 г.

## Карти
- L.L. Ivanov et al. Antarctica: Livingston Island, South Shetland Islands (from English Strait to Morton Strait, with illustrations and ice-cover distribution). Топографска карта в мащаб 1:100000. София: Antarctic Place-names Commission of Bulgaria, 2005.
- Л. Иванов. Антарктика: Остров Ливингстън и острови Гринуич, Робърт, Сноу и Смит. Топографска карта в мащаб 1:120000. Троян: Фондация Манфред Вьорнер, 2009. ISBN 978-954-92032-4-0